# Kaempferia galanga
Kaempferia galanga es una especie de planta fanerógama de la familia del jengibre, y una de las cuatro plantas llamadas galanga. Se encuentra principalmente en áreas abiertas en Indonesia, en el sur de China, Taiwán, Camboya y la India, pero también se cultiva en todo el sudeste de Asia.

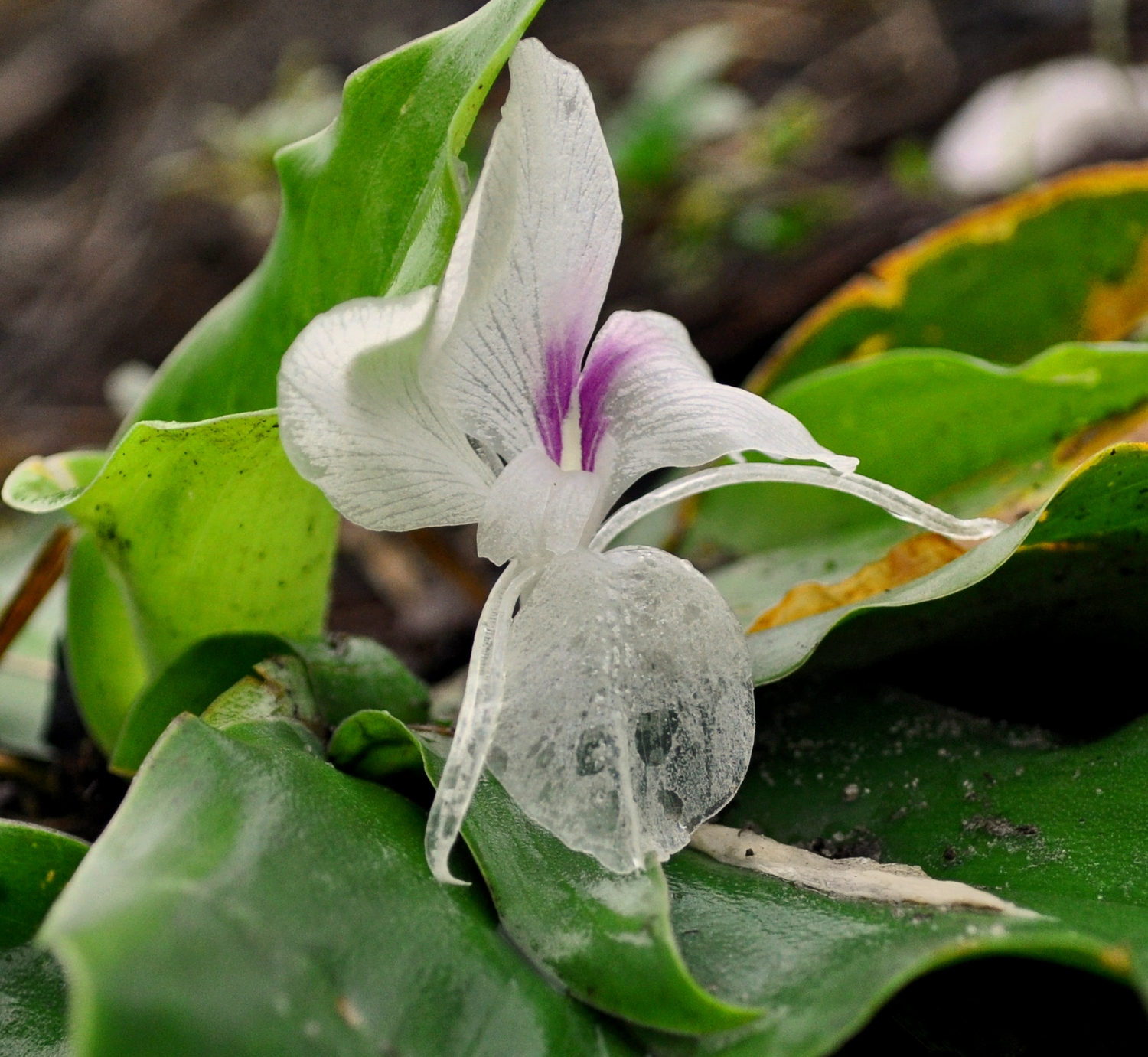
Detalle de la flor

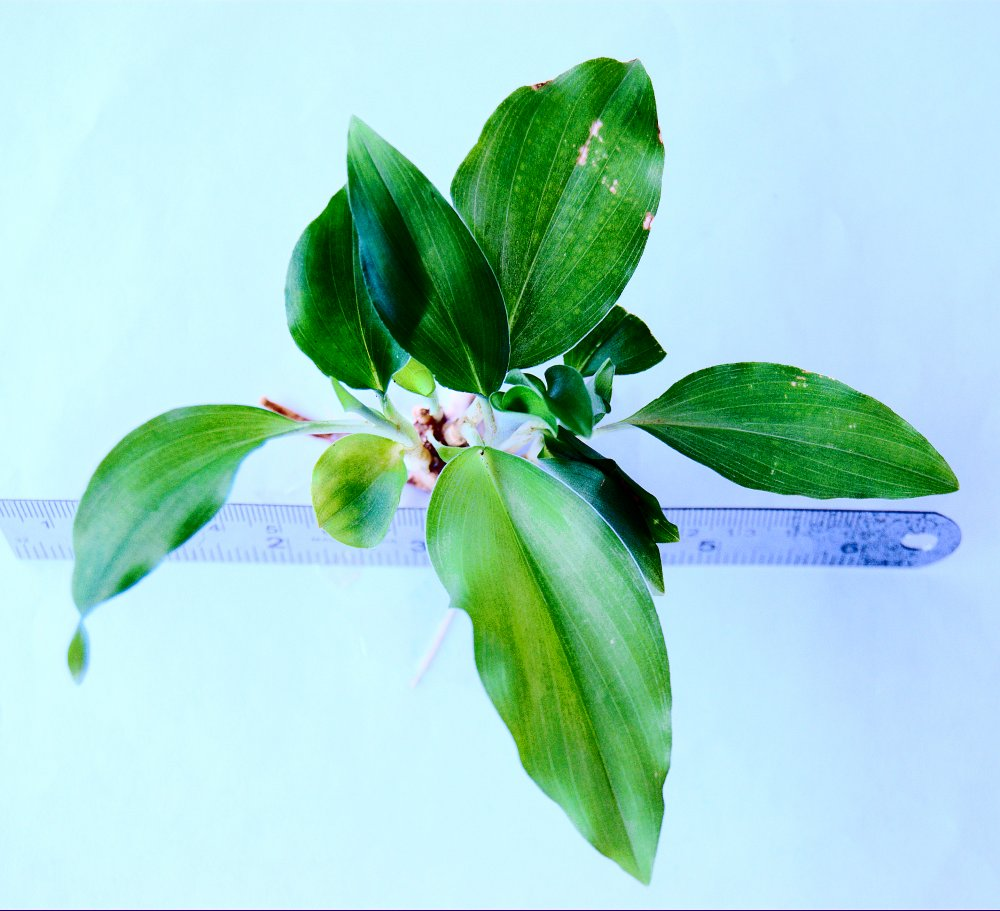
Vista de la planta

## Uso culinario y médico
La planta se utiliza como una hierba en la cocina en Indonesia, donde se llama kencur, y sobre todo en la cocina javanesa y cocina balinesa. Beras kencur, que combina polvo seco de K. galanga con harina de arroz, es una bebida muy popular jamu a base de hierbas. Sus hojas también se utilizan en el plato de arroz malayo, nasi ulam.
A diferencia de la similar Boesenbergia rotunda  (Thai กระชายkrachai ), K. galanga no se utiliza comúnmente en la cocina tailandesa, pero puede ser comprada como un rizoma en polvo o en forma de polvo en los puestos de hierbas medicinales. Se conoce en tailandés como proh horm (เปราะหอม) o horm waan (ว่า น หอม). También se utiliza en la cocina china y la medicina tradicional china, y se vende en los supermercados chinos bajo el nombre sha jiang ( Chino : 沙姜 ; pinyin : shajiang ), mientras que la planta en sí se conoce como shan nai ( chino : 山柰 ; pinyin : shannai) Kaempferia galanga tiene un sabor a pimienta.

## Especies similares
K. galanga se diferencia de otras galangas por la ausencia de tallo y del color marrón oscuro, de los redondeados rizomas, mientras que las otras variedades tienen tallos y rizomas castaño-rosado pálido. 
- Alpinia galanga[3]
- Alpinia zerumbet[4]
- Curcuma longa[4]
- Etlingera elatior[3],[4]
- Etlingera maingayi[3]
- Etlingera fulgens[3][5]
- Kaempferia angustifolia[6]
- Kaempferia rotunda[6],[7]
- Zingiber cassumunar[7],[8]
- Zingiber officinale[9]

## Farmacología

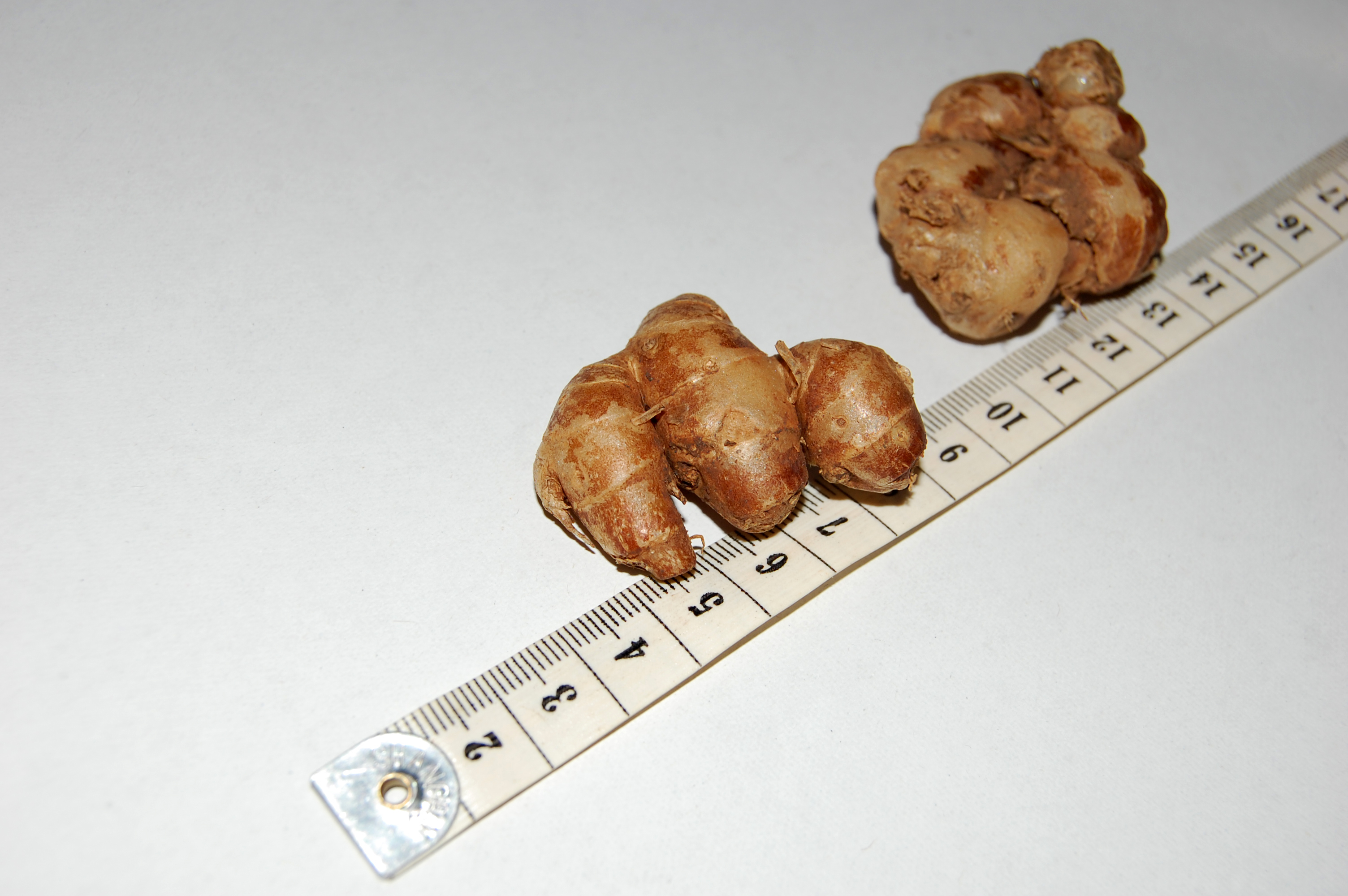
Kaempferia galanga rizomas

Los rizomas del jengibre aromático han sido reportados para incluir cineol, borneol, 3-careno, canfeno, kaempferol, kaempferide, cinamaldehído, ácido p-metoxicinamato, cinamato de etilo y acetato de p-metoxicinamato. Los extractos de la planta utilizando metanol han mostrado actividad larvicida contra el segundo estadio larvario de lombrices perro (Toxocara canis). También se encontró que era eficaz como un amebicida in vitro frente a tres especies de Acanthamoeba, que causan encefalitis amebiana granulomatosa y queratitis amebiana. En 1999, el extracto del rizoma se encontró que inhibía la actividad del virus de Epstein-Barr. La investigación adicional ha demostrado que el extracto efectivamente mata larvas de los mosquitos Culex quinquefasciatus y repele los mosquitos adultos de Aedes aegypti, ambos  son vectores de enfermedades graves. Como resultado de estos hallazgos, la investigación está en marcha para evaluar el uso del extracto de la planta como repelente de insectos, los hallazgos preliminares sugieren que no es un irritante para la piel de ratas.

## Las actividades biológicas de los extractos y aceites esenciales

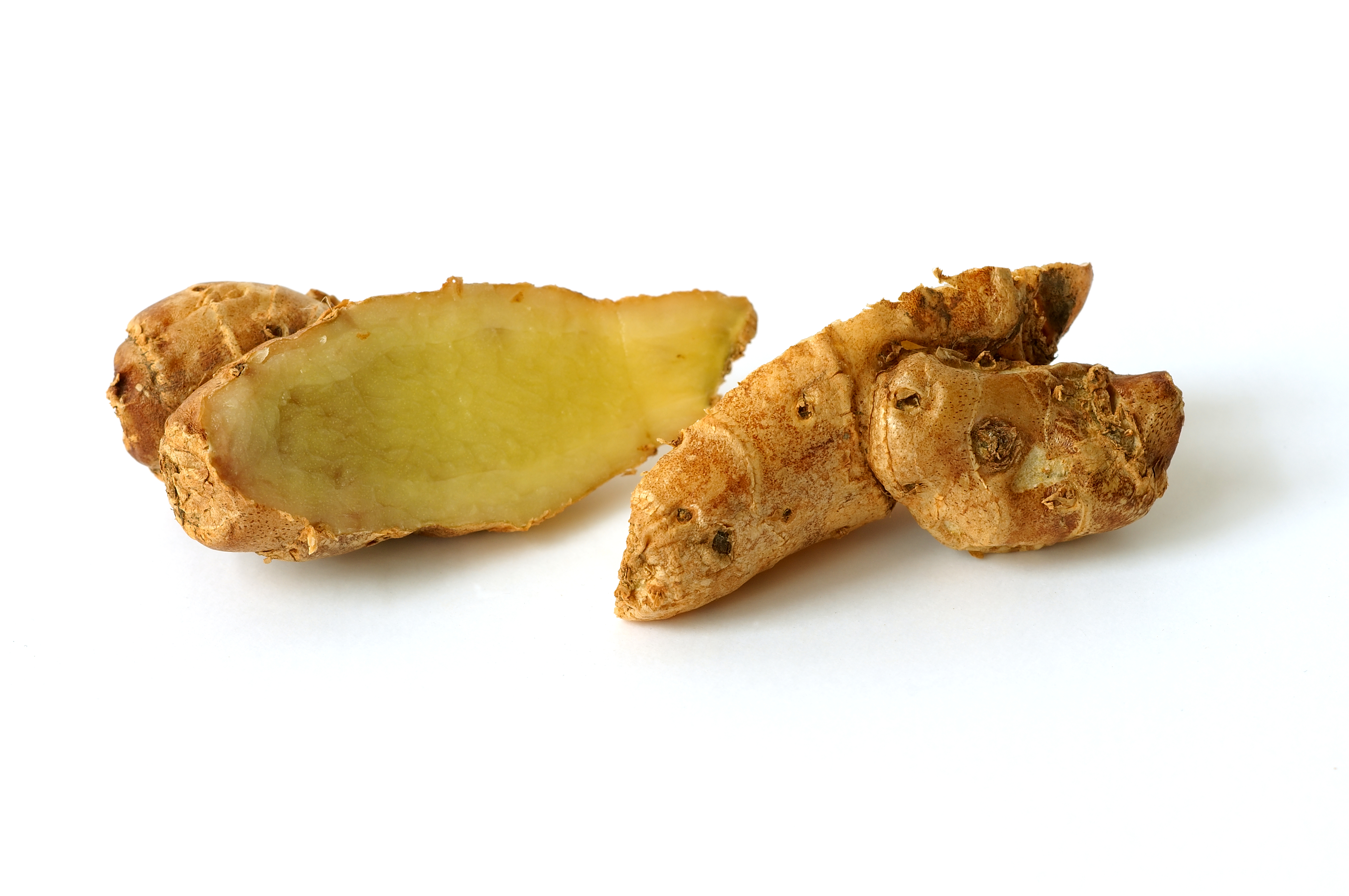
Kaempferia galanga rizomas

Los rizomas de la planta, que contiene aceites esenciales, se han utilizado en la medicina china como una decocción o en polvo para tratar la indigestión, resfriados, dolores pectorales y abdominales, dolor de cabeza y dolor de muelas. Su maceración alcohólica también se ha aplicado como linimento para el reumatismo. El extracto causa depresión del sistema nervioso central, una disminución de la actividad motora, y una disminución en la frecuencia respiratoria.
Las decocciones y la savia de las hojas pueden tener propiedades alucinógenas, que puede ser debido a los componentes químicos no identificados de la fracción de aceite esencial de la planta.
Un extracto purificado de Kaempferia galanga y poliéster-8 estabiliza las propiedades de absorción UV de combinaciones de protección solar que contienen avobenzona.
Se ha informado recientemente que los rizomas de Kaempferia galanga contiene compuestos químicos que son potentes insecticidas. y puede tener potencial en el control de mosquitos. Un hallazgo similar también fue revelado anteriormente para Zingiber cassumunar y Kaempferia rotunda.
Los extractos de Kaempferia galanga  poseen antioxidantes antiinflamatorios y las actividades analgésicas.
Kaempferia galanga contiene hasta 2,5% de acetato de p -methoxycinnamate , que puede ser útil como un potencial molécula anti-tuberculosis. En un ensayo contra el cáncer, se encontró que  el acetato de p -methoxycinnamate podría inhibir la proliferación del carcinoma del hígado humano hepatocelular línea celular HepG2 in vitro. Se informó recientemente de que el efecto antiinflamatorio de Kaempferia galanga se debe principalmente a etil-p-metoxicinamato.
Dos compuestos aromáticos más importantes se encuentran en Kaempferia galanga, acetato de p -methoxycinnamate y cinamato de etilo tenían efectos sedantes en ratones cuando se inhala.

## Aromas
- Borneol[24]
- 1,8-Cineole[24]
- Ethyl cinnamate[24],[25]
- Ethyl p-methoxycinnamate[24][26]
- Gamma-car-3-ene[24]
- Pentadecane[24]

## Taxonomía
Kaempferia galanga fue descrita por Carlos Linneo y publicado en Species Plantarum 1: 2–3. 1753.
Variedades aceptadas
- Kaempferia galanga var. latifolia (Donn) Gagnep.

Sinonimia
- Alpinia sessilis J.Koenig
- Kaempferia galanga var. galanga
- Kaempferia galanga var. latifolia (Donn ex Hornem.) Donn
- Kaempferia humilis Salisb.
- Kaempferia latifolia Donn ex Hornem.
- Kaempferia marginata Carey ex Roscoe
- Kaempferia plantaginifolia Salisb.
- Kaempferia procumbens Noronha
- Kaempferia rotunda Blanco[28]